# Mocho Nacional
A raça Mocho Nacional foi consolidado, no início do XX, por infusão de sangue Caracu sobre o gado mocho, procedente de Goiás, de origem desconhecida
.
Por ser uma raça europeia naturalizada, propicia o sucesso dos cruzamentos em relação à adaptação dos produtos cruzados, podendo se tornar uma opção para a pecuária de corte.
A zebuína Tabapuã também foi formada com algum sangue de Mocho Nacional, além das linhagens de Caracu Mocho.